# Cannon Lakeマイクロアーキテクチャ
Cannon Lake（キャノンレイク）とは、インテルによって開発されたマイクロプロセッサのコードネームである。

## 概要
Cannon LakeはSkylakeのシュリンク版にあたり、インテルとして初めて10nmプロセスで製造された。AVX-512に対応し、AI用のアクセラレータが統合されている。
当初計画の2015年出荷は年単位で延期され、2017年においても動作デモやアナウンスに留まった。最終的には2018年のCESで出荷を告げるものの、第8世代Intel Coreプロセッサの一部として限定出荷されただけであった。これは10nmプロセスの歩留まりが壊滅的で、目標のスペックを満たせなかったからである。
これまでインテルが掲げてきたチック・タック戦略は事実上崩壊し、ムーアの法則限界論を加熱させた。
なお一般的なモバイル向けプロセッサ、およびデスクトップ向けプロセッサには14nmプロセスのまま性能を強化したCoffee Lakeが用意された。
その後、インテルは改良された10nmにてIce Lakeの量産出荷を果たした。

## 特徴
- 10nmプロセス
- Palm Coveコア
  - AVX-512及びIFMA,VBMI
  - SHA-NI,UMIP
- Intel Gaussian & Neural Accelerator (GNA)
- LPDDR4/X-2400対応
- Gen10 Graphics (使用不可)
  - 最大EU数72
  - 共有L3キャッシュの増量
  - HDMI 2.0
  - DSC
- CNL-PCH

## 製品一覧
Cannon Lake-Uのみが出荷され、その他のCannon Lake-S, Cannon Lake-EP, Cannon Lake-Yなどは全てキャンセルされた。

### モバイル向け
第10世代のGPUが搭載されたが、何らかの理由により無効にされた状態で出荷となっている。
Cannon Lake-U
| ブランド | 型番  | CPU                   | CPU            | CPU            | CPU             | CPU             | TDP (W) | 対応メモリ             |
| ブランド | 型番  | コア数 （スレッド数） | クロック (GHz) | クロック (GHz) | キャッシュ (MB) | キャッシュ (MB) | TDP (W) | 対応メモリ             |
| ブランド | 型番  | コア数 （スレッド数） | 定格           | ターボ         | L2              | L3              | TDP (W) | 対応メモリ             |
| -------- | ----- | --------------------- | -------------- | -------------- | --------------- | --------------- | ------- | ---------------------- |
| Core i3  | 8121U | 2 (4)                 | 2.2            | 3.2            | 0.5             | 4               | 15      | DDR4-2400 LPDDR4X-2400 |